# Arne van Terphoven
Arne van Terphoven (Hengelo, 16 oktober 1981) is een Nederlands schrijver, uitgever, journalist en copywriter. Arne heeft veelal gepubliceerd over popmuziek en dance.

## Carrière
Arne van Terphoven studeerde journalistiek aan de Hogeschool van Utrecht. Daarna werkte hij onder andere voor BNN, 3FM, Vice en MTV. Hij publiceerde in Nieuwe Revu, Off The Record en de Holland Herald. Van 2009 tot 2013 was hij hoofdredacteur van CJP.
Daarna publiceerde hij biografieën en overzichtswerken over elektronische muziek. 

## Pop Media Prijs
Van Terphoven won de Pop Media Prijs 2013, voor het boekproject Mary Go Wild - 25 jaar dance in Nederland. Het project bracht meer dan 150 auteurs en fotografen samen om een overzicht te geven van de Nederlandse elektronische muziek. Van Terphoven vormde samen met Gert van Veen de hoofdredactie van het project.
Voor de biografie Wat de fok, ouwe - Het bizarre leven van DJ Dano werd Van Terphoven opnieuw genomineerd voor de Pop Media Prijs (2016), maar de prijs ging naar Rotjoch van 101Barz.
Van Terphoven werd voor de Pop Media Prijs 2024 weer genomineerd. Hij is met drie nominaties recordhouder. De prijs ging echter naar Linda Hakeboom en Rolf Hartogensis voor hun docu over S10. 

## Privé
Van Terphoven heeft sinds 2007 een relatie met actrice en presentatrice Vivienne van den Assem. Samen met hem kreeg ze in december 2018 een zoon en in november 2022 een dochter.